# Cục Phòng không Lục quân, Quân đội nhân dân Việt Nam
Cục Phòng không Lục quân  trực thuộc Quân chủng Phòng không - Không quân là cơ quan đầu ngành quản lý và bảo đảm Phòng không cấp chiến lược toàn quân của Quân đội nhân dân Việt Nam.

## Lịch sử hình thành
- Ngày 10- 7-1979, Bộ trưởng Bộ Quốc phòng (BQP) ký quyết định thành lập Cục Phòng không Dã chiến[5]

## Lãnh đạo hiện nay
- Cục trưởng: Thiếu tướng Nguyễn Xuân Thủy
- Phó Cục trưởng: Đại tá Trần Ngọc Sơn

## Tổ chức
- Phòng Tham mưu
- Phòng Chính trị
- Phòng Hậu cần
- Phòng Kỹ thuật
- Ban Tài chính
- Các phòng chức năng

## Khen thưởng
- Huân chương Chiến công hạng Nhì

## Cục trưởng qua các thời kỳ
- Nguyễn Văn Chương, Thiếu tướng (2007)
- Ngô Mạnh Hà, Thiếu tướng (2011)
- 2018-3/2022, Nguyễn Mạnh Khải, Thiếu tướng (2019)
- 10/2022 - 2024, Lê Hồng Sơn, Thiếu tướng (nguyên Bí thư Đảng uỷ Bộ Tham mưu Quân chủng PK-KQ)
- 3/2024 - nay, Nguyễn Xuân Thủy, Thiếu tướng (nguyên Phó tham mưu trưởng Quân chủng PK-KQ)